# Bătălia de la Łódź (1914)
Bătălia de la Łódź a avut loc între 11 noiembrie și 6 decembrie 1914, lângă orașul Łódź din Polonia. Ea s-a dat între Armata a IX-a germană și armatele ruse I⁠(en)[traduceți], a II-a⁠(en)[traduceți] și a V-a⁠(en)[traduceți], în condiții grele de iarnă.

## Context
În septembrie 1914, rușii învinseseră ofensiva austro-ungară din Galiția în bătălia Galiției lăsând cetatea austriacă Przemyśl sub asediul armatei a VIII-a ruse. Nikolai Ruzski⁠(en)[traduceți] învinsese prima tentativă germană de capturare a Varșoviei în bătălia de pe Vistula⁠(en)[traduceți].
Comandamentul rusesc era divizat pe tema felului în care se pot capitaliza aceste succese recente. Marele duce Nikolai Nikolaevici favoriza o ofensivă în Prusia Orientală, în timp ce șeful statului major, Mihail Alexeev⁠(en)[traduceți], susținea o ofensivă în Silezia. 
Paul von Hindenburg fusese recent numit comandant al Puterilor Centrale pe Frontul de Est. Hindenburg interceptase rapoarte rusești privind propunerea de invazie a Sileziei și a găsit o oportunitate de a repeta victoria zdrobitoare din bătălia de la Tannenberg, lovind flancul stâng rusesc în timp ce înainta în Silezia.

## Forțele
Hindenburg a mutat Armata a IX-a Germană, condusă de generalul August von Mackensen, pe sectorul polonez. Conrad von Hotzendorf, comandantul austriac, a mutat Armata a II-a Austriacă în locul fostei poziții a Armatei a IX-a Germane.
Generalul Nikolai Ruzski preluase recent comanda Grupului de Armate rusesc ce apăra Varșovia. Ruzski avea sub comanda sa Armata I Rusă a generalului Paul von Rennenkampf, poziționată la nord de Vistula, cu excepția unui singur corp care se afla pe malul sudic al fluviului. Ruzski avea și Armata a II-a Rusă condusă de generalul Scheidemann, care era poziționată direct în fața Łódźului. Armata a V-a Rusă, condusă de Pavel Plehve⁠(en)[traduceți], a primit ordin să abandoneze ofensiva din Silezia, și s-a deplasat pentru a ajuta la contracararea noii ofensive a lui Hindenburg.

## Desfășurarea luptelor

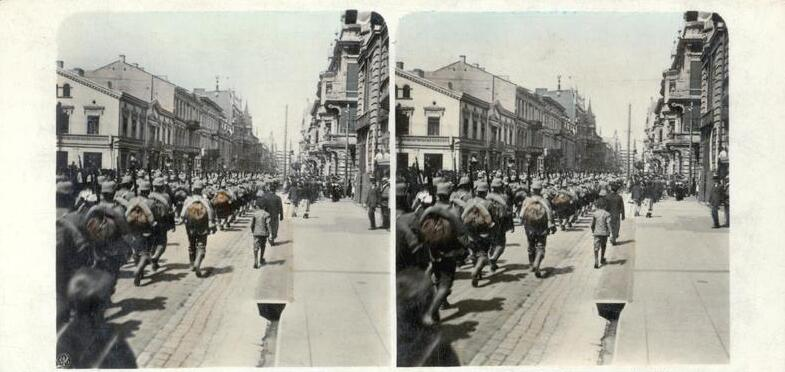
Soldați germani la Łódź, decembrie 1914.

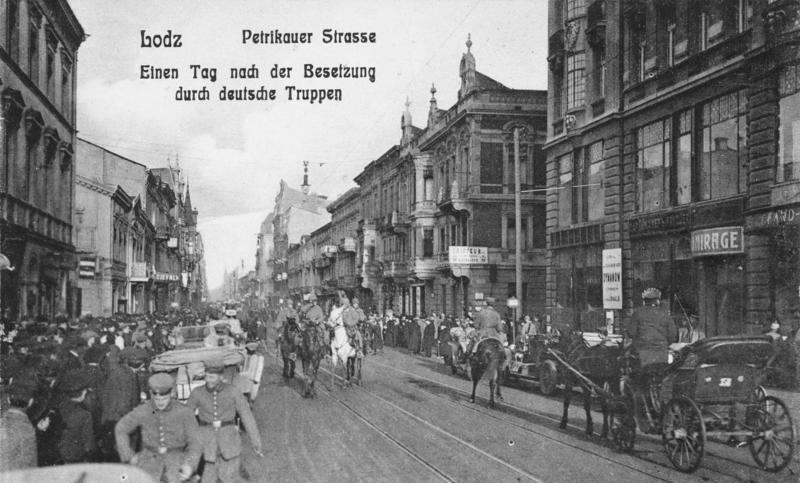
Soldați germani la Łódź, decembrie 1914.

La 11 noiembrie, Armata a IX-a a lui Mackensen a lovit Corpul V Siberian al Armatei I a lui Rennenkampf, corp ce rămăsese izolat pe malul sudic al Vistulei și l-a desființat, luând 12.000 de prizonieri. Aceasta a lăsat un spațiu între Armatele I și a II-a rusești și cele două forțe au pierdut contactul una cu cealaltă.
Între timp, Armata a II-a Rusă a lui Scheidemann era flancată și încerca să se retragă către Łódź. Rușii începeau să înțeleagă gravitatea situației din Polonia. Armata a II-a era acum amenințată cu încercuirea.
Marele duce era îngrijorat mai ales de salvarea acestei armate și de evitarea repetării scenariului de la Tannenberg. Wenzel von Plehve și Armata a V-a Rusă au primit ordin să se întoarcă din Silezia în sectorul Łódź și au mers 100 de kilometri în doar două zile. Von Plehve a lovit în flancul drept al lui Mackensen la 18 noiembrie în condiții grele de iarnă (temperatura scăzând uneori până la −12 °C.
În același timp, dinspre est, de-a lungul malurilor Vistulei, germanii au fost atacați de coloanele armatei lui Rennenkampf. Germanii erau acum cei amenințați cu încercuirea, dar au reușit să scape până pe 26 noiembrie, luând cu ei prizonierii din Armata I Rusă. Presiunea asupra Łódźului a continuat până în decembrie, dar germanii nu au reușit să rupă liniile rusești. Cu munițiile pe terminate, rușii s-au retras pentru a forma o linie nouă și mai puternică mai aproape de Varșovia.

## Rezultate
Rezultatul bătăliei nu a fost concludent, ambele părți atingându-și cele mai importante obiective. Rușii îi respinseseră pe germani și salvaseră Varșovia, care fusese obiectivul ofensivei germane inițiale. Germanii, pe de altă parte, îi determinaseră pe ruși să abandoneze ideea unei ofensive în Silezia.
Nemulțumirea față de prestațiile lui Rennenkampf a culminat și s-a soldat cu demiterea lui și înlocuirea cu generalul Litvinov.